# Міністерство національної оборони Польщі
Міністерство національної оборони (пол. Ministerstwo Obrony Narodowej) є урядовим відомством республіки Польща, очолюваним міністром оборони. Під час Другої Польської Республіки та Другої світової війни воно називалося Міністерством військових справ.
Бюджет Міністерства на 2008 становить 23,7 млрд злотих (11 млрд доларів).

## Керівництво

### Міністр
- Маріуш Блащак (ПіС) – Міністр національної оборони від 9 січня 2018 року[1][2]

### Апарат міністерства
- Бартош Ковнацкі[pl] (ПіС) – державний секретар[pl] від 16 листопада 2015 року
- Міхал Дворчик[pl] (ПіС) – державний секретар[pl] від 1 березня 2017
- генерал Лешек Суравські[pl] – Начальник Генерального штабу Війська польського від 31 січня 2017 року
- Бартомей Ґрабські (пол. Bartłomiej Grabski) – заступник державного секретаря від 17 листопада 2015
- Войцех Фалковські[pl] – заступник державного секретаря від 17 листопада 2015
- Томаш Шаткковські[pl] – заступник державного секретаря від 17 листопада 2015
- Богдан Скібут (пол. Bogdan Ścibut) – генеральний директор
- вакансія - глава політичного кабінету міністерства оборони і прес-секретар